# Dainis Īvāns
Dainis Īvāns, né le 25 septembre 1955 à Madona, est un homme politique letton, député de Rīga (2001-2009).
Ancien journaliste, il a aussi été président du Front populaire letton en 1988-1990.
Il préside le Parti social-démocrate du travail letton 2002-2005. Depuis 2006, il en est le président adjoint.